# 1788
Il 1788 (MDCCLXXXVIII in numeri romani) è un anno bisestile del XVIII secolo.

## Eventi
- 1º gennaio – Prima edizione del The Times, in precedenza The Daily Universal Register.
- 2 gennaio – Lo stato della Georgia ratifica la Costituzione degli Stati Uniti e diventa il quarto dell'unione.
- Entra in vigore la Costituzione degli Stati Uniti d'America.
- Il filosofo tedesco Immanuel Kant pubblica la Critica della ragion pratica.
- Il matematico Joseph-Louis Lagrange pubblica la sua opera Mécanique analytique.
- Wolfgang Amadeus Mozart compone le sinfonie n. 39, 40 e 41.
- 26 gennaio – Il britannico Arthur Phillip (giunto il 19 a Botany Bay) sbarca a Port Jackson e fonda la colonia penale del Nuovo Galles del Sud, in Australia, dove sorgerà la città di Sydney.
- 31 maggio – Inizia l'Assedio di Očakov, nell'ambito della Guerra russo-turca.
- 7 giugno – Giornata delle tegole di Grenoble: Lo scontro tra l'esercito francese e la folla insorta vede l'esercito battere in ritirata bersagliato dalle tegole e dai coppi che la folla lancia dai tetti.
- 8 agosto – Luigi XVI di Francia convoca gli Stati generali per il maggio dell'anno successivo; è il prologo della Rivoluzione francese.
- 6 novembre – A Parigi il primo ministro Jacques Necker convoca l’Assemblea dei Notabili per discutere le richieste del terzo stato, ma la nobiltà ed il clero si rifiutarono anche solo di prenderle in considerazione.
- 27 novembre – A Parigi, re Luigi XVI, constatato il rifiuto opposto dall'Assemblea dei Notabili alle riforme degli Stati Generali proposto dl terzo stato, motu proprio, emana un decreto con cui annuncia la convocazione degli Stati Generali a Versailles per il 5 maggio dell'anno successivo, garantendo il numero doppio dei delegati del terzo stato.
- 17 dicembre – Le truppe del generale Grigorij Aleksandrovič Potëmkin espugnano Očakov nel corso della Guerra russo-turca (1787-1792).
- 27 dicembre – Redatto tra il 6 ed il 12 dicembre, durante le sessioni dell'Assemblea dei Notabili, a Parigi, l'abate Emmanuel Joseph Sieyès dà alle stampe il suo celebre pamphlet dal titolo "Qu'est-ce que le Tiers-État?" ("Cos'è il Terzo Stato?"), che verrà divulgato ai primi di gennaio del 1789, vendendo oltre 30.000 copie in appena quattro settimane e diventando uno dei documenti cardine della futura Rivoluzione Francese.

## Nati
Ci sono circa 230 voci su persone nate nel 1788; vedi la pagina Nati nel 1788 per un elenco descrittivo o la categoria Nati nel 1788 per un indice alfabetico.

## Morti

### Gennaio
- 5 gennaio - Charles-Augustin de Ferriol d'Argental, diplomatico francese (n. 1700)
- 9 gennaio - Benedict Swingate Calvert, politico statunitense (n. 1722)
- 11 gennaio - François Joseph Paul de Grasse, ammiraglio francese (n. 1722)
- 15 gennaio - Gaetano Latilla, compositore italiano (n. 1711)
- 17 gennaio - Alessio Prati, compositore italiano (n. 1750)
- 21 gennaio - Paul d'Albert de Luynes, cardinale e arcivescovo cattolico francese (n. 1703)
- 24 gennaio - Giovanni Battista Ronchelli, pittore italiano (n. 1715)
- 28 gennaio - Adriano Cristofali, architetto e ingegnere italiano (n. 1718)
- 31 gennaio - Carlo Edoardo Stuart, nobile (n. 1720)
- 31 gennaio - Francesco Zanetti, compositore e direttore d'orchestra italiano (n. 1737)

### Febbraio
- 2 febbraio - James Stuart, architetto, pittore e archeologo britannico (n. 1713)
- 3 febbraio - John Reynolds, ammiraglio e politico britannico (n. 1713)
- 4 febbraio - Girolamo Pompei, poeta, drammaturgo e traduttore italiano (n. 1731)
- 6 febbraio - Parsegh Bedros IV Avkadian (n. 1743)
- 6 febbraio - Vincenzo Fato, pittore italiano (n. 1705)
- 6 febbraio - Maria Anna von Kottulinsky, principessa (n. 1707)
- 9 febbraio - Giacomo Abbondo, presbitero italiano (n. 1720)
- 11 febbraio - Antonio Maria Ambrogi, letterato e latinista italiano (n. 1713)
- 13 febbraio - Jean-Germain Drouais, pittore francese (n. 1763)
- 15 febbraio - Maria Giuseppina di Harrach-Rohrau, principessa tedesca (n. 1727)
- 16 febbraio - Mariano Arciero, presbitero italiano (n. 1707)
- 16 febbraio - George Anne Bellamy, attrice irlandese (n. 1731)
- 17 febbraio - Maurice Quentin de La Tour, pittore francese (n. 1704)
- 18 febbraio - John Whitehurst, orologiaio e scienziato britannico (n. 1713)
- 20 febbraio - Filiberto Pascale, vescovo cattolico italiano (n. 1722)
- 20 febbraio - Domenico Passerini, pittore italiano (n. 1723)
- 21 febbraio - Francesco Angiolini, traduttore e scrittore italiano (n. 1750)
- 21 febbraio - Johann Georg Palitzsch, astronomo tedesco (n. 1723)
- 29 febbraio - Pasquale Acquaviva d'Aragona, cardinale italiano (n. 1718)

### Marzo
- 2 marzo - Salomon Gessner, poeta e pittore svizzero (n. 1730)
- 4 marzo - Antonio Eugenio Visconti, cardinale e arcivescovo cattolico italiano (n. 1713)
- 6 marzo - Romualdo de Sterlich, filosofo italiano (n. 1712)
- 7 marzo - Karl Friedrich Flögel, storico tedesco (n. 1729)
- 15 marzo - Ludwig Joseph von Welden, vescovo cattolico tedesco (n. 1727)
- 18 marzo - Lorenzo Bernardino Pinto, architetto italiano (n. 1704)
- 29 marzo - Charles Wesley, presbitero inglese (n. 1707)
- 30 marzo - Teodosio V Dahan, patriarca cattolico libanese (n. 1698)
- 31 marzo - Benedetto Cervone, vescovo cattolico italiano (n. 1732)

### Aprile
- 1º aprile - Antonio González Ruiz, pittore spagnolo (n. 1711)
- 8 aprile - Gennaro Boltri, pittore e miniaturista italiano (n. 1730)
- 12 aprile - Giambattista Albertini, diplomatico e politico italiano (n. 1717)
- 12 aprile - Charles-Antoine Campion, compositore italiano (n. 1720)
- 12 aprile - Carlo Giuseppe Toeschi, violinista e compositore tedesco (n. 1731)
- 15 aprile - Giuseppe Bonno, compositore austriaco (n. 1711)
- 15 aprile - Mary Delany, artista inglese (n. 1700)
- 15 aprile - Jean-Paul Grandjean de Fouchy, astronomo francese (n. 1707)
- 16 aprile - Georges-Louis Leclerc de Buffon, naturalista, matematico e astrofisico francese (n. 1707)

### Maggio
- 2 maggio - Francesco Pettorelli Lalatta, vescovo cattolico italiano (n. 1712)
- 2 maggio - Antoine de Malvin de Montazet, nobile e arcivescovo cattolico francese (n. 1713)
- 4 maggio - Marija Andreevna Matveeva, nobildonna russa (n. 1699)
- 8 maggio - Giovanni Antonio Scopoli, naturalista e medico italiano (n. 1723)
- 12 maggio - Luigi Ernesto di Brunswick-Lüneburg (n. 1718)
- 17 maggio - Antonio Orgiazzi, pittore italiano (n. 1709)
- 29 maggio - Jacques Aliamet, incisore e editore francese (n. 1726)

### Giugno
- 2 giugno - Giovanni Battista Lampugnani, compositore e clavicembalista italiano
- 21 giugno - Johann Georg Hamann, filosofo prussiano (n. 1730)
- 23 giugno - Alfonso Varano, poeta e drammaturgo italiano (n. 1705)
- 24 giugno - Christiana Nickson, nobildonna irlandese (n. 1732)
- 28 giugno - Johann Christoph Vogel, compositore tedesco (n. 1756)

### Luglio
- 3 luglio - François Jacquier, matematico e fisico francese (n. 1711)
- 12 luglio - Gioacchino Castelli, vescovo cattolico italiano (n. 1708)
- 12 luglio - Abel Smith, banchiere e politico inglese (n. 1717)
- 21 luglio - Gaetano Filangieri, giurista e filosofo italiano (n. 1753)
- 23 luglio - Karl Ivanovič Mufel', generale e nobile tedesco (n. 1736)
- 30 luglio - Heinrich Kajetan von Blümegen, politico e nobile austriaco (n. 1715)

### Agosto
- 2 agosto - Nathaniel Cotton, poeta e medico inglese (n. 1707)
- 2 agosto - Thomas Gainsborough, pittore inglese (n. 1727)
- 7 agosto - Ignazio Isler, religioso, scrittore e poeta italiano (n. 1702)
- 8 agosto - Louis François Armand de Vignerot du Plessis de Richelieu, nobile, militare e diplomatico francese (n. 1696)
- 9 agosto - Carl von Imhoff, militare e pittore tedesco (n. 1734)
- 13 agosto - Esma Sultan, principessa ottomana (n. 1726)
- 16 agosto - Francisco Javier Alegre, gesuita messicano (n. 1729)
- 16 agosto - Saverio Selecchy, organista italiano (n. 1708)
- 17 agosto - Gerasimo III di Alessandria, arcivescovo ortodosso greco
- 25 agosto - Tanuma Okitsugu, funzionario giapponese (n. 1719)
- 26 agosto - Elizabeth Chudleigh, nobildonna inglese (n. 1721)
- 28 agosto - Joseph-Henri Bouchard d'Esparbez de Lussan, generale e diplomatico francese (n. 1714)

### Settembre
- 1º settembre - Emmanuel Armand de Vignerot du Plessis, politico, militare e nobile francese (n. 1720)
- 2 settembre - George Montagu, IV duca di Manchester, politico e diplomatico inglese (n. 1737)
- 5 settembre - Luisa di Lorena, nobildonna francese (n. 1718)
- 6 settembre - Giovanni Carlo Boschi, cardinale e arcivescovo cattolico italiano (n. 1715)
- 11 settembre - Giuseppe di Braganza, principe portoghese (n. 1761)
- 14 settembre - Noël Jourda, generale francese (n. 1705)
- 17 settembre - John Penn, politico statunitense (n. 1741)
- 25 settembre - Heinrich von Bibra, vescovo cattolico e abate tedesco (n. 1711)
- 27 settembre - Augusta di Brunswick-Wolfenbüttel, principessa (n. 1764)
- 27 settembre - Robert Taylor, architetto inglese (n. 1714)
- 30 settembre - John Banister, avvocato statunitense (n. 1734)
- 30 settembre - Matthäus Günther, pittore tedesco (n. 1705)

### Ottobre
- 1º ottobre - William Brodie, artigiano, politico e criminale scozzese (n. 1741)
- 14 ottobre - William Courtenay, VIII conte di Devon, nobile inglese (n. 1742)
- 15 ottobre - Giuseppe Capocchiani, vescovo cattolico italiano (n. 1713)
- 15 ottobre - Samuel Greig, ammiraglio russo (n. 1736)
- 16 ottobre - Federico di Gesù, teologo tedesco (n. 1721)
- 17 ottobre - John Brown, medico scozzese (n. 1735)
- 24 ottobre - François-Jean de Chastellux, generale e storico francese (n. 1734)

### Novembre
- 1º novembre - Rudolph Joseph von Colloredo-Waldsee, nobile e politico austriaco (n. 1706)
- 1º novembre - Samuel Elbert, politico e generale statunitense (n. 1740)
- 2 novembre - Maria Anna Vittoria di Braganza, principessa portoghese (n. 1768)
- 3 novembre - Procopio I di Gerusalemme, arcivescovo ortodosso greco
- 13 novembre - Giovanni Lapi, abate e botanico italiano (n. 1720)
- 14 novembre - Giovanni Domenico Maraldi, astronomo italiano (n. 1709)
- 17 novembre - Carlo Camuzi, patriarca cattolico italiano (n. 1706)
- 23 novembre - Gabriele di Borbone-Spagna, spagnolo (n. 1752)
- 25 novembre - Thomas Amory, scrittore irlandese (n. 1691)
- 25 novembre - Manuel de Guirior, generale spagnolo (n. 1708)
- 28 novembre - Carlo Cristiano di Nassau-Weilburg, principe tedesco (n. 1735)
- 30 novembre - Domenico Maria Manni, filologo, editore e storico italiano (n. 1690)

### Dicembre
- 5 dicembre - Paul Hippolyte de Beauvilliers, ammiraglio francese (n. 1712)
- 6 dicembre - Nicole-Reine Lepaute, astronoma e matematica francese (n. 1723)
- 8 dicembre - Pierre André de Suffren de Saint Tropez, ammiraglio francese (n. 1729)
- 10 dicembre - Jules Hercule Mériadec de Rohan-Guéméné, nobile francese (n. 1726)
- 10 dicembre - Joseph-Marie-François de Lassone, medico e chimico francese (n. 1717)
- 11 dicembre - Pëtr Borisovič Šeremetev, ufficiale russo (n. 1713)
- 12 dicembre - Federico Enrico di Brandeburgo-Schwedt, nobile (n. 1709)
- 14 dicembre - Carl Philipp Emanuel Bach, compositore, organista e clavicembalista tedesco (n. 1714)
- 14 dicembre - Carlo III di Spagna, sovrano (n. 1716)
- 19 dicembre - Juan Bautista de Anza, esploratore e politico spagnolo (n. 1736)
- 22 dicembre - Percivall Pott, chirurgo britannico (n. 1714)
- 29 dicembre - Gustav David Hamilton, generale svedese (n. 1699)
- 30 dicembre - Francesco Zuccarelli, pittore italiano (n. 1702)

### Senza giorno specificato
- Francesco Battaglia, architetto italiano (n. 1701)
- Ambroise-Nicolas Cousinet, orafo e scultore francese (n. 1710)
- Antonio I, vescovo ortodosso georgiano (n. 1719)
- Jean-Baptiste Mercier Dupaty, giurista, letterato e scrittore francese (n. 1746)
- Moses Harris, entomologo e incisore inglese (n. 1730)
- Giovanni Battista Jurileo, vescovo cattolico dalmata (n. 1711)
- Jean-François de La Pérouse, navigatore, geografo e esploratore francese (n. 1741)
- Joseph Lepaute Dagelet, astronomo e matematico francese (n. 1751)
- Facundo Lozano, teologo e medico spagnolo (n. 1713)
- Giovanni Ludovico Luchi, religioso, storico e paleografo italiano (n. 1702)
- Domenico Oranges, pittore italiano (n. 1710)
- Pakubuwono III, sovrano indonesiano (n. 1732)
- Anna Piattoli Bacherini, pittrice italiana (n. 1720)
- Maurizio Pipino, medico e scrittore italiano (n. 1739)
- Ginepro da Diecimo, teologo italiano
- Stefano Raffei, filologo, numismatico e gesuita italiano (n. 1712)
- Hermann Friedrich Raupach, compositore e clavicembalista tedesco (n. 1728)
- Antonio Sacco, attore teatrale italiano (n. 1708)
- Toriyama Sekien, pittore e disegnatore giapponese (n. 1712)
- Giuseppe Turbini, pittore italiano (n. 1702)
- Matthew Turner, medico inglese
- Benjamin Wilson, pittore e scienziato inglese (n. 1721)
- Francesco Maria Zuccari, francescano, compositore e organista italiano (n. 1694)

## Calendario
| Calendario 1788 | Calendario 1788 | Calendario 1788 | Calendario 1788 | Calendario 1788 | Calendario 1788 | Calendario 1788 | Calendario 1788 | Calendario 1788 | Calendario 1788 | Calendario 1788 | Calendario 1788 | Calendario 1788 | Calendario 1788 | Calendario 1788 | Calendario 1788 | Calendario 1788 | Calendario 1788 | Calendario 1788 | Calendario 1788 | Calendario 1788 | Calendario 1788 | Calendario 1788 | Calendario 1788 | Calendario 1788 | Calendario 1788 | Calendario 1788 | Calendario 1788 | Calendario 1788 | Calendario 1788 | Calendario 1788 | Calendario 1788 | Calendario 1788 |
| --------------- | --------------- | --------------- | --------------- | --------------- | --------------- | --------------- | --------------- | --------------- | --------------- | --------------- | --------------- | --------------- | --------------- | --------------- | --------------- | --------------- | --------------- | --------------- | --------------- | --------------- | --------------- | --------------- | --------------- | --------------- | --------------- | --------------- | --------------- | --------------- | --------------- | --------------- | --------------- | --------------- |
|                 | 1               | 2               | 3               | 4               | 5               | 6               | 7               | 8               | 9               | 10              | 11              | 12              | 13              | 14              | 15              | 16              | 17              | 18              | 19              | 20              | 21              | 22              | 23              | 24              | 25              | 26              | 27              | 28              | 29              | 30              | 31              |                 |
| Gennaio         | Ma              | Me              | Gi              | Ve              | Sa              | Do              | Lu              | Ma              | Me              | Gi              | Ve              | Sa              | Do              | Lu              | Ma              | Me              | Gi              | Ve              | Sa              | Do              | Lu              | Ma              | Me              | Gi              | Ve              | Sa              | Do              | Lu              | Ma              | Me              | Gi              |                 |
| Febbraio        | Ve              | Sa              | Do              | Lu              | Ma              | Me              | Gi              | Ve              | Sa              | Do              | Lu              | Ma              | Me              | Gi              | Ve              | Sa              | Do              | Lu              | Ma              | Me              | Gi              | Ve              | Sa              | Do              | Lu              | Ma              | Me              | Gi              | Ve              |                 |                 |                 |
| Marzo           | Sa              | Do              | Lu              | Ma              | Me              | Gi              | Ve              | Sa              | Do              | Lu              | Ma              | Me              | Gi              | Ve              | Sa              | Do              | Lu              | Ma              | Me              | Gi              | Ve              | Sa              | Do              | Lu              | Ma              | Me              | Gi              | Ve              | Sa              | Do              | Lu              |                 |
| Aprile          | Ma              | Me              | Gi              | Ve              | Sa              | Do              | Lu              | Ma              | Me              | Gi              | Ve              | Sa              | Do              | Lu              | Ma              | Me              | Gi              | Ve              | Sa              | Do              | Lu              | Ma              | Me              | Gi              | Ve              | Sa              | Do              | Lu              | Ma              | Me              |                 |                 |
| Maggio          | Gi              | Ve              | Sa              | Do              | Lu              | Ma              | Me              | Gi              | Ve              | Sa              | Do              | Lu              | Ma              | Me              | Gi              | Ve              | Sa              | Do              | Lu              | Ma              | Me              | Gi              | Ve              | Sa              | Do              | Lu              | Ma              | Me              | Gi              | Ve              | Sa              |                 |
| Giugno          | Do              | Lu              | Ma              | Me              | Gi              | Ve              | Sa              | Do              | Lu              | Ma              | Me              | Gi              | Ve              | Sa              | Do              | Lu              | Ma              | Me              | Gi              | Ve              | Sa              | Do              | Lu              | Ma              | Me              | Gi              | Ve              | Sa              | Do              | Lu              |                 |                 |
| Luglio          | Ma              | Me              | Gi              | Ve              | Sa              | Do              | Lu              | Ma              | Me              | Gi              | Ve              | Sa              | Do              | Lu              | Ma              | Me              | Gi              | Ve              | Sa              | Do              | Lu              | Ma              | Me              | Gi              | Ve              | Sa              | Do              | Lu              | Ma              | Me              | Gi              |                 |
| Agosto          | Ve              | Sa              | Do              | Lu              | Ma              | Me              | Gi              | Ve              | Sa              | Do              | Lu              | Ma              | Me              | Gi              | Ve              | Sa              | Do              | Lu              | Ma              | Me              | Gi              | Ve              | Sa              | Do              | Lu              | Ma              | Me              | Gi              | Ve              | Sa              | Do              |                 |
| Settembre       | Lu              | Ma              | Me              | Gi              | Ve              | Sa              | Do              | Lu              | Ma              | Me              | Gi              | Ve              | Sa              | Do              | Lu              | Ma              | Me              | Gi              | Ve              | Sa              | Do              | Lu              | Ma              | Me              | Gi              | Ve              | Sa              | Do              | Lu              | Ma              |                 |                 |
| Ottobre         | Me              | Gi              | Ve              | Sa              | Do              | Lu              | Ma              | Me              | Gi              | Ve              | Sa              | Do              | Lu              | Ma              | Me              | Gi              | Ve              | Sa              | Do              | Lu              | Ma              | Me              | Gi              | Ve              | Sa              | Do              | Lu              | Ma              | Me              | Gi              | Ve              |                 |
| Novembre        | Sa              | Do              | Lu              | Ma              | Me              | Gi              | Ve              | Sa              | Do              | Lu              | Ma              | Me              | Gi              | Ve              | Sa              | Do              | Lu              | Ma              | Me              | Gi              | Ve              | Sa              | Do              | Lu              | Ma              | Me              | Gi              | Ve              | Sa              | Do              |                 |                 |
| Dicembre        | Lu              | Ma              | Me              | Gi              | Ve              | Sa              | Do              | Lu              | Ma              | Me              | Gi              | Ve              | Sa              | Do              | Lu              | Ma              | Me              | Gi              | Ve              | Sa              | Do              | Lu              | Ma              | Me              | Gi              | Ve              | Sa              | Do              | Lu              | Ma              | Me              |                 |